# 田豹
田豹（?—?），或称陈豹，字子皮，中国春秋时期齐国执政大臣陈恒的族人。 
陈豹本想当阚止的家臣，让公孙推荐。之后陈豹有丧事，停下这件事，丧事办完，公孙又对阚止说：“有个陈豹身高背驼，眼睛仰视，事奉君子一定能让人满意，想当你的家臣。我怕他人品不好，所以没有立即告知。”阚止就要陈豹做家臣。阚止开始宠信他，对陈豹说：“我把陈氏全都驱逐，立你做继承人，如何？”陈豹回答：“我是陈氏远支，而且他们不服从的人不过几个，为什么要全部驱逐呢？”于是把话告诉了陈恒，陳逆劝说陈恒：“他得到国君信任，不先下手，必然要加祸于您。”前481年五月十三日，陈恒入宫杀阚止，准备杀大陆子方，陈逆请求而赦免了。大陆子方出了雍门，陈豹给他车子，他不接受，说：“陈逆为我请求，陈豹给我车子，我和他们都有私交。事奉子我（阚止）而和他的仇人有私交，怎能有面目和鲁国、卫国的人士相见？”子方就逃亡到卫国。